# Perl golf
Perl golf - konkurs sieciowy, polegający na napisaniu najkrótszego programu w Perlu wykonującego dane zadanie. Zwycięskie programy zwykle są pełne rzadkich idiomów, nadużyć składni i semantyki oraz są wyjątkowo nieczytelne.

## Przykładowe zadanie
PIGOLF

pl.comp.lang.perl Perlgolf contest, #5.2
Zadanie
Wypisać na ekranie 1000 cyfr liczby π.
Output
Pojedyncza linia pasująca do wyrażenia /\d{1000}/ i zaczynająca się cyframi 314159
Zasady
Konkurs odbywa się zgodnie ze standardowymi zasadami perlgolfa. Nie wolno jednak wykorzystywać żadnych zewnętrznych modułów, nawet tych, które są w standardowej dystrybucji Perla. Oficjalną wersją interpretera perla jest 5.8.7, na niej powinny działać rozwiązania (tzn. mogą wykorzystywać błędy w perlu 5.8.7, ale nie błędy we wcześniejszych wersjach, które zostały usunięte w wersji 5.8.7). Wartość ta obliczana jest standardowo jako procentowa zawartość znaków niealfanumerycznych, czyli spoza zbioru [A-Za-z0-9_]. Im mniejsza, tym lepiej.

### Przykładowe rozwiązanie
Autor: Ton Hospel
```
(
$c
,
@0
)
=
map
 
P
|
(
$c
=
$c%
($
d
=
10
+
20
*
$?
)
.0
+
$_
*
$?
)
/
$d
,
@0while
$?
-=
@0
[
0
,
1e3
]
=
3
;
print
@0

```